# Baruch Benedikt Foges
Baruch Benedikt Foges (28. června 1805 Praha – 23. srpna 1890 Karlín) byl pražský židovský učitel a autor pragensií.

## Život
Narodil se v Praze jako syn Markuse Fogese a jeho ženy Sary, rozené Lichtenstadtové. Měl sourozence Wolfa/Wolfaganga, Marii, Theresu, Barbaru a Benjamina (Pinchase).
Jeho manželkou byla Eva, rozená Flekelesová, neteří rabiho Eleazara Flekelese.
Byl ředitelem pražské ješivy. Je znám zejména pro svůj spis „Altertümer der Prager Josefstadt“, vydaný tiskem v roce 1855 (3. vydání v roce 1870), ve spolupráci s Davidem J. Podiebradem.